# 곽거병

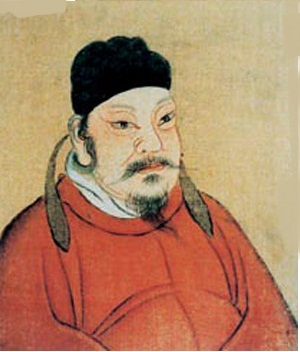
곽거병

관군경환후 곽거병(冠軍景桓侯 霍去病, 기원전 140년 ~ 기원전 117년)은 전한 중기의 군인으로, 하동군 평양현(平陽縣) 사람이다. 전한의 무장으로 무제의 처조카이다. 아버지는 곽중유(霍仲孺), 이복동생은 무제 사후 대사마·대장군이 되어 정권을 장악한 곽광(霍光)이다.

## 생애
평양현의 관리인 곽중유(霍中孺)와 평양후 집안의 여종인 위소아의 사생아다. 곽중유가 평양이후 조시(의후 조참의 증손)의 집에서 일할 때 둘이 만나서 곽거병을 낳았는데, 곽중유는 관리를 마친 후 집으로 가서 결혼해 곽거병과 곽중유의 관계는 끊겼다. 곽거병의 이모인 위자부가 무제의 총애를 받아 여태자를 낳아 황후에 올랐기 때문에, 친족이자 총명한 곽거병도 무제의 총애를 받았다. 위소아는 이후 한나라 개국공신 진평의 현손 진장(陳掌)과 밀통하고 있었는데, 위자부가 부인이 되면서 진장도 귀해졌다. 곽거병은 나중에 자기 아버지가 곽중유인 걸 알았지만 찾아가지는 않았다. 표기장군이 되어서 출진할 무렵 하동군을 지났는데, 하동태수가 직접 마중을 나왔고, 전사에서 관리를 보내 곽중유를 맞이했다. 곽중유가 종종걸음으로 나아와 배알하자, 절하고 무릎을 꿇어 말했다.
“거병은 일찍이 대인께서 남기신 몸임을 몰랐습니다!”
곽중유도 부복하고 고두하면서 대답했다.
“노신이 장군에게 목숨을 의탁할 수 있음은, 하늘의 힘입니다.”
이에 곽중유에게 밭과 집과 노비를 사주고 떠났다. 돌아오면서 또 들러서는, 씨다른 동생인 곽광을 데리고 갔다.
18세가 되자, 무제의 총애로 입궁해 시중이 됐다. 기사에 능해, 흉노와의 싸움에서 여러 차례 이긴 외삼촌 위청(衛靑)을 따라 거듭해 흉노 정벌에 나섰고, 씩씩한 용사로 인정받아 표요교위(剽姚校尉)가 됐다. 원삭 6년(기원전 123년) 원정에도 종군했는데, 원정 자체는 조신과 소건 두 장군의 군대가 괴멸되는 등 성공적이지 못했으나, 본인은 빠르고 용감한 기병 8백 명을 거느리고 본대를 떠나서 몇백 리를 떠나 많이 죽이고 사로잡았다. 무제는 조서를 내려 흉노의 상국과 당호, 선우의 큰아버지뻘인 적약후(籍若侯) 산(産)을 베고 작은아버지 나고비(羅姑比)를 사로잡은 공로가 군중의 으뜸[관군(冠軍)]이므로 남양군 양현의 노양향(盧陽鄕)과 완현의 임조취(臨駣聚)를 떼어 1600호 규모의 관군후국(冠軍侯國)을 만들어 하사했다.
그 후 몇 번이나 흉노 정벌에서 공적을 올려, 기원전 121년에 표기장군에 임명되고, 기원전 119년에는 흉노의 본거지를 격파해, 위청과 함께 대사마로 임명되었다. 큰 공로와 무제의 총애, 그리고 젊은 나이의 권세를 가졌던 곽거병이었지만, 기원전 117년 불과 24세의 나이로 병사했다.
곽거병과 위청은 동시대에 활약했으며, 혈연이기도 하여 종종 비교의 대상이 되었다. 위청은 소년기에 노예로 살았던 경험이 있기 때문에 사람에게 겸손하게 대하였고, 항상 아랫 사람을 챙겼다. 반면 곽거병이 철이 들었을 때에 이미 일족은 외척이었으며, 외숙부가 흉노 정벌에 큰 공을 올리고 있었다. 그는 위청과는 대조적으로 오만하고, 병사가 굶고 있을 때에도 자신은 호화로운 막사에서 연회를 열었다. 그러나 의외로 궁정의 병사 사이에서도 곽거병 쪽이 더 인기있는 인물이었다. 위청은 겸손이 도를 지나쳤고 아부가 심한 편은 아니었지만 전형적인 '예스맨'이었고 아랫 사람들에 대해 권위가 높지 않았다. 그러나 곽거병의 오만한 카리스마를 가진 인물로 이것이 그를 믿음직한 용장으로 여기게 했다. 한 무제도 성격이 적극적이고 과감한 곽거병을 더 기꺼이 여기고 있었다.

## 기타
감숙성(甘肅省) 주천(酒泉)은 곽거병이 황제가 하사한 술을 샘에 타서 병사들과 함께 나누어 마셔 사기를 복돋았다는 것에서 지명이 유래되었다.

## 출전
- 사마천, 《사기》, 권111 위장군표기열전
- 반고, 《한서》, 권55 위청곽거병열전 제25

## 같이 보기
- 곽광
- 한 무제
- 위청
- 누란

| 전임 - | 전한의 대사마 기원전 119년 ~ 기원전 117년 | 후임 (사실상) 위청 |

| 선대 (첫 봉건) | 전한의 관군후 기원전 123년 4월 임신일 ~ 기원전 117년 | 후대 아들 관군애후 곽선 |